# Peștișor de argint
Un peștișor de argint (engleză silverfish, denumit și Lepisma saccharina sau peștișorul argintiu) este o insectă mică, primitivă, fără aripi, din ordinul Zygentoma (fosta Thysanura). Numele său comun derivă din culoarea gri deschisă a animalului, combinată cu aspectul peștilor în timpul mișcărilor lor. Denumirea științifică (L. saccharina) indică faptul că dieta peștișorului de argint este formată din carbohidrați, cum ar fi zahărul sau amidonul.

## Descriere
Peștișorii de argint sunt insecte nocturne, de obicei, de 13-25 mm (0,5-1,0 in) lungime. Abdomenul lor adoptă o formă conică spre final, oferindu-le un aspect asemănător peștilor. Insectele nou eclozate sunt albicioase, dar dezvoltă o nuanță gălbuie și strălucire metalică pe măsură ce îmbătrânesc. Au doi cerci lungi și un filament terminal la vârful abdomenului între cerci. De asemenea, au doi ochi compuși mici, în ciuda altor membri ai zigotomului care sunt complet fără ochi, precum familia Nicoletiidae.

## Distribuție
Peștișor de argint este o specie cosmopolită, întâlnită în Africa, America, Australia, Eurasia și alte părți ale Pacificului. Locuiesc în zone umede, necesitând o umiditate relativă între 75% și 95%. În zonele urbane, acestea pot fi găsite în mansarde, subsoluri, căzi, chiuvete, bucătării, cărți vechi, săli de clasă și dușuri.

## Reproducerea și ciclul de viață

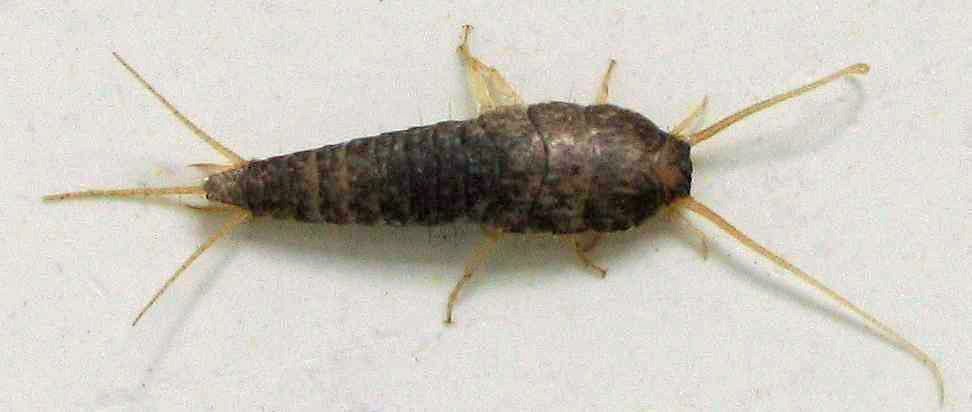
Un peștișor argintiu (cum se mai numește și silverfish).

Înainte de reproducerea peștilor de argint, ei desfășoară un ritual care implică trei faze, care pot dura peste o jumătate de oră. În prima fază, masculul și femela stau față în față, antenele lor tremurând atingându-se, apoi în mod repetat se întorc și se întorc în această poziție. În a doua fază, masculul fuge, iar femela îl urmărește. În a treia fază, masculul și femela stau unul lângă altul, cu capul până la coadă, cu masculul vibrându-și coada împotriva femelei. În cele din urmă, masculul pune un spermatofor, o capsulă de spermă acoperită cu un film subțire, pe care femela o ia în corp prin intermediul ovipozitorului său pentru a-și fertiliza ouăle. Femela depune grupuri de mai puțin de 60 de ouă simultan, depuse în mici crepe. Ouăle sunt în formă ovală, albicioase, de aproximativ 0,8 mm (0,031 in) în lungime și durează între două săptămâni și două luni să eclozeze. Un pește argintiu depune de obicei mai puțin de 100 de ouă în viața ei.
Când nimfele eclozează, au culoare albicioasă și arată ca adulți mai mici. Pe măsură ce se mulează, peștii de argint tineri dezvoltă un aspect gri și o strălucire metalică, devenind în cele din urmă adulți după trei luni până la trei ani. Aceștia pot trece prin 17 până la 66 de mutații în viața lor, uneori 30 într-un singur an - mult mai multe decât majoritatea insectelor. Peștii de argint sunt printre puținele tipuri de insecte care continuă să muteze după ce au ajuns la vârsta adultă.

## Ecologie

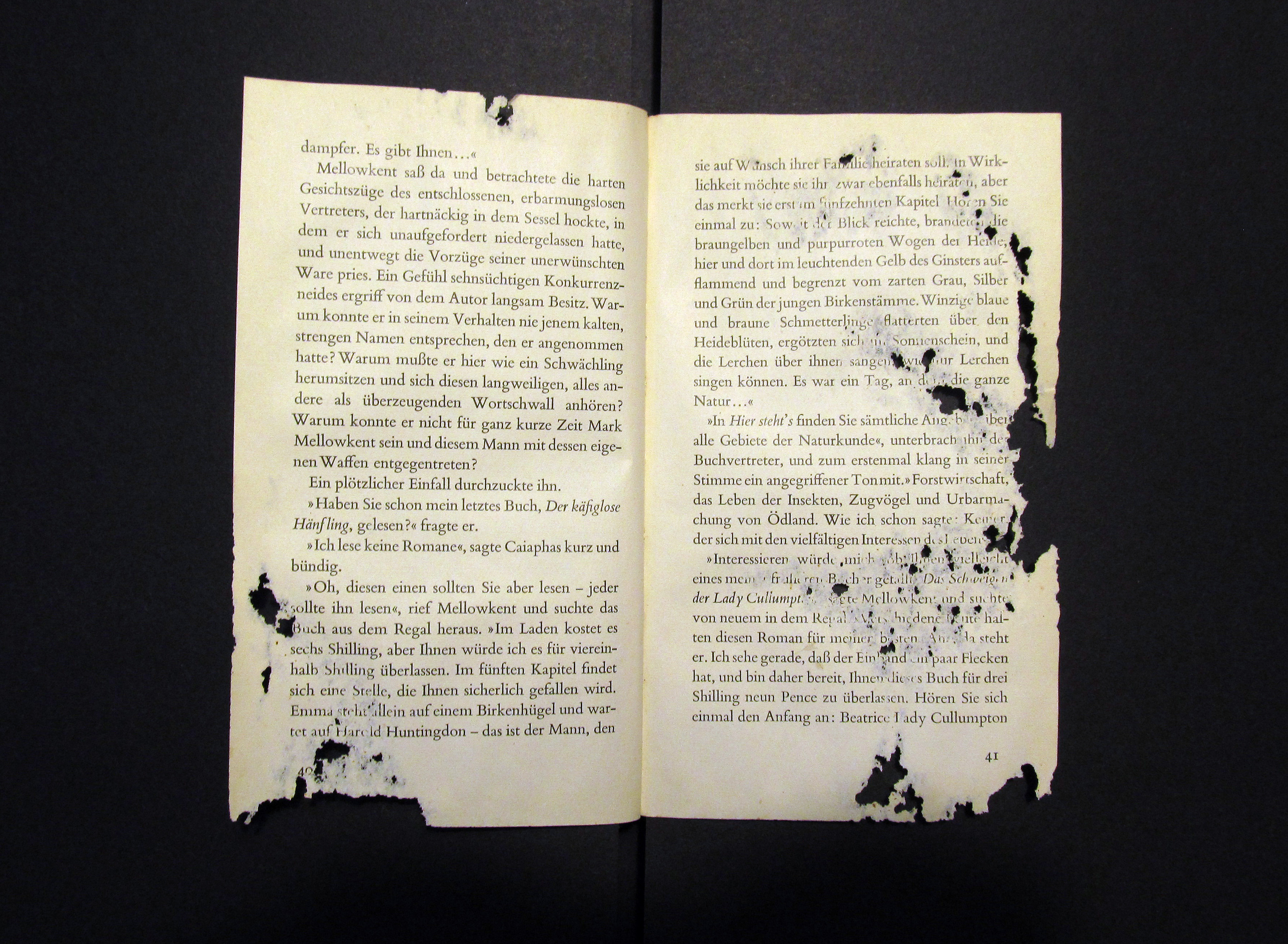
Pagini dintr-o carte deteriorată de peștii de argint care au consumat porții din ea.

Peștișorul de argint se hrănește cu materie care conține polizaharide, cum ar fi amidonul și dextrina în adezivi. Acestea includ legături de carte, covor, îmbrăcăminte, cafea, mătreață, lipici, păr, unele vopsele, hârtie, fotografii, tencuială și zahăr. Acestea vor deteriora tapetul pentru consumul de pastă. Peștișorul argintiu poate provoca daune și la tapiserii. Alte substanțe pe care le pot mânca includ bumbac, insecte moarte, lenjerie, mătase, firmituri rămase sau chiar propria lor exuvia (exoschelet mulat). În timpul foametei, un peștișor de argint poate consuma chiar articole din piele și țesături sintetice. Peștișorul de argint poate trăi un an sau mai mulți fără să mănânce dacă este disponibilă apă.
Peștișorii de argint sunt considerați dăunători casnici, datorită consumului și distrugerii proprietății. Cu toate acestea, deși sunt responsabili pentru contaminarea alimentelor și a altor tipuri de daune, acestea nu transmit boala. Urechelnițe, centipede de casă și păianjeni, cum ar fi păianjenul de scuipat Scytodes thoracica sunt cunoscute a fi prădători pentru peștișori de argint.
Uleiul esențial al cedrului japonez Cryptomeria japonica a fost cercetat ca un agent repulsiv și insecticid împotriva L. sacharinei, cu rezultate promițătoare: hârtie de filtru impregnată cu o concentrație de 0.01mg/cm3 uleiul esențial a străpuns 80% din peștișori de argint și o expunere la vapori de 0.16mg/cm3 timp de 10 ore a provocat o rată a mortalității de 100%.

## Etimologie
Denumirea științifică a speciei este Lepisma saccharina, datorită tendinței sale de a consuma alimente cu amidon bogat în carbohidrați și proteine.. Cu toate acestea, denumirea mai comună a insectei vine de la aspectul său metalic distinctiv și forma asemănătoare peștilor. Deși numele științific a fost stabilit de Carl Linnaeus în ediția a 10-a, din 1758, a Systema Naturae, denumirea comună este folosită încă de la cel puțin 1855.

## Evoluție
Împreună cu bristlet-urile săritoare, predecesorii peștilor de argint sunt considerați cele mai timpurii, cele mai primitive insecte. Au evoluat cel târziu în mijlocul Devonianului și, probabil, până la sfârșitul Silurianului, cu mai bine de 400 de milioane de ani în urmă. Unele căi de artropod fosilizate din epoca paleozoică, cunoscute sub numele de Stiaria intermedia și adesea atribuite brilelor de sărituri, pot fi produse de peștii de argint.

## Specii similare

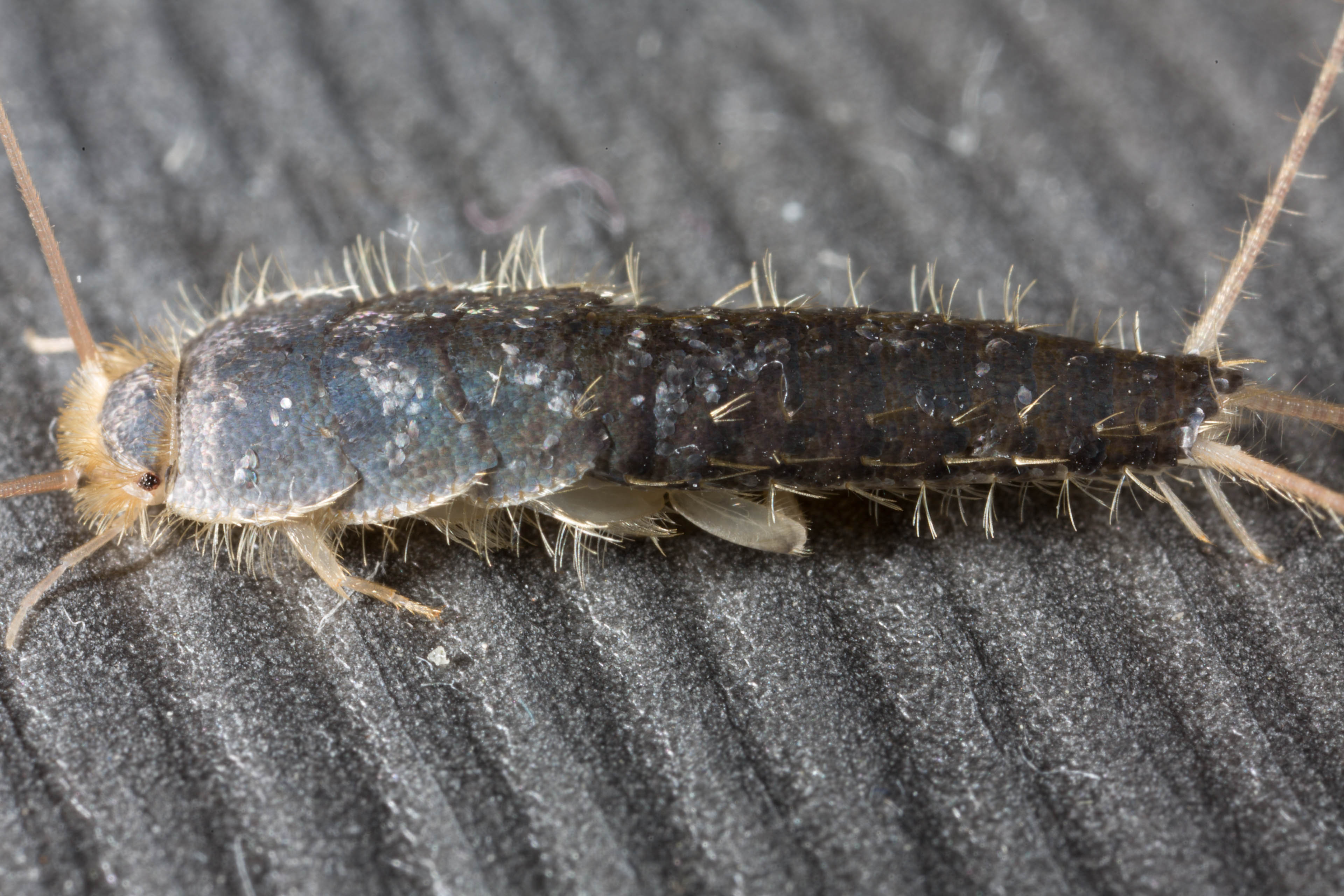
Specie ctenolepisma

Alte specii de insecte similare sunt cunoscute și sub denumirea de pești de argint. Alți doi pești de argint sunt comuni în America de Nord, Ctenolepisma longicaudata și Ctenolepisma quadriseriata. Ctenolepisma urbana este cunoscut sub numele de peștișor urban de argint. Specia australiană cel mai des numită pește argintiu este o lepismatidă diferită, Acrotelsella devriesiana. Thermobia domestica este ca un pește argintiu, dar cu un corp cenușiu și maroniu.